# 美国二百周年纪念币

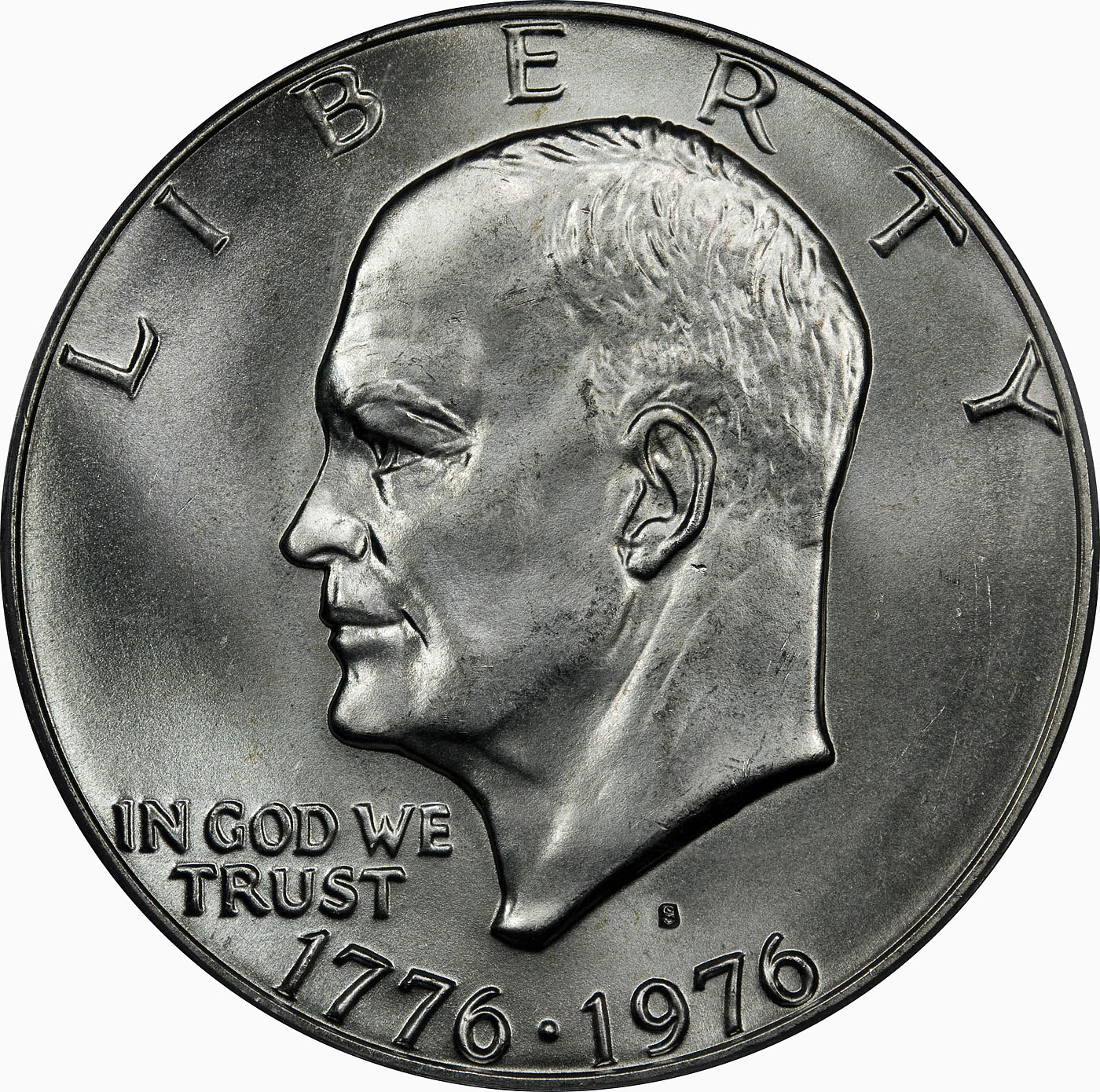
刻有200周年起止年份1776–1976的艾森豪威尔一美元硬币

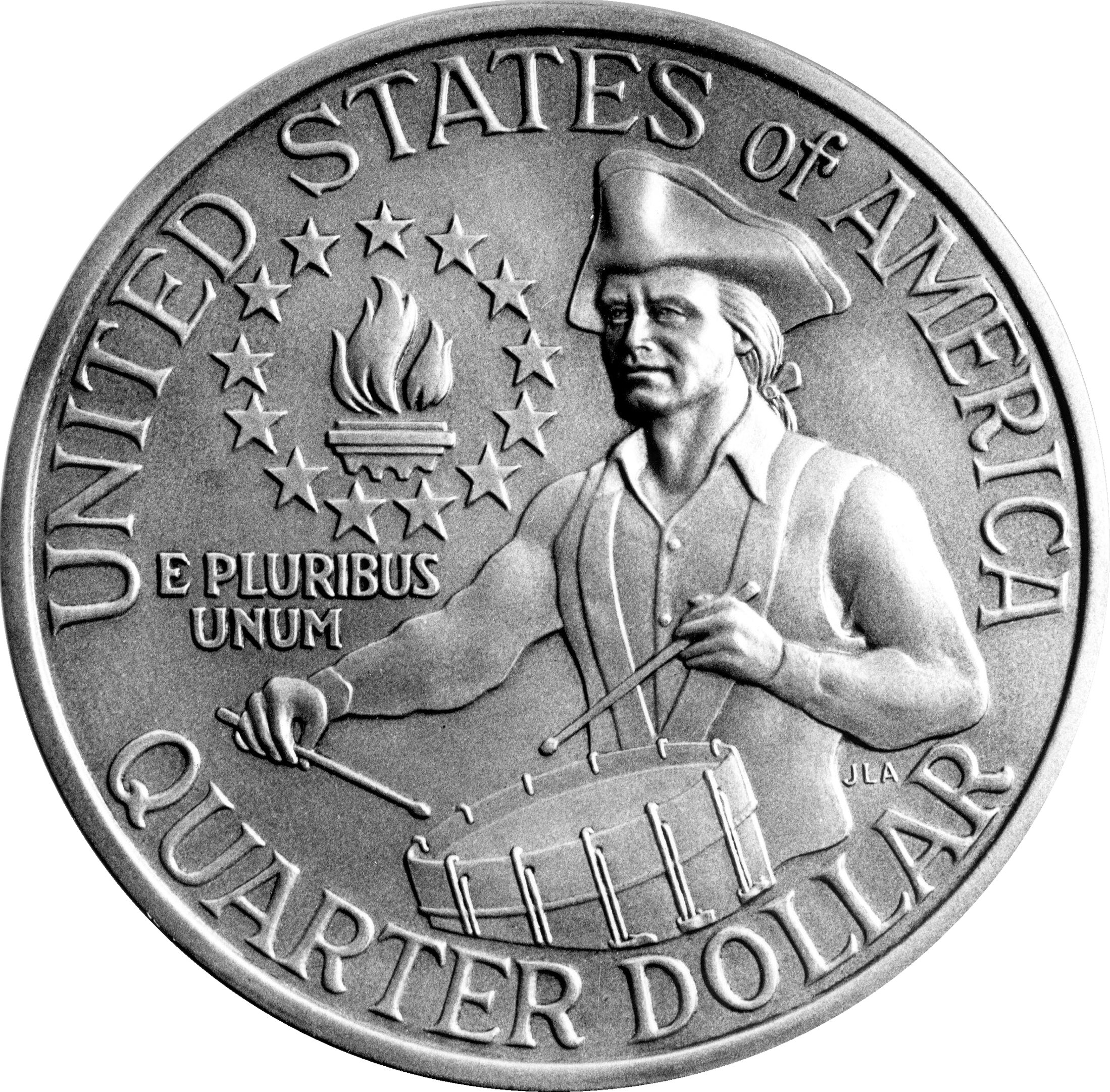
200周年25美分纪念币反面

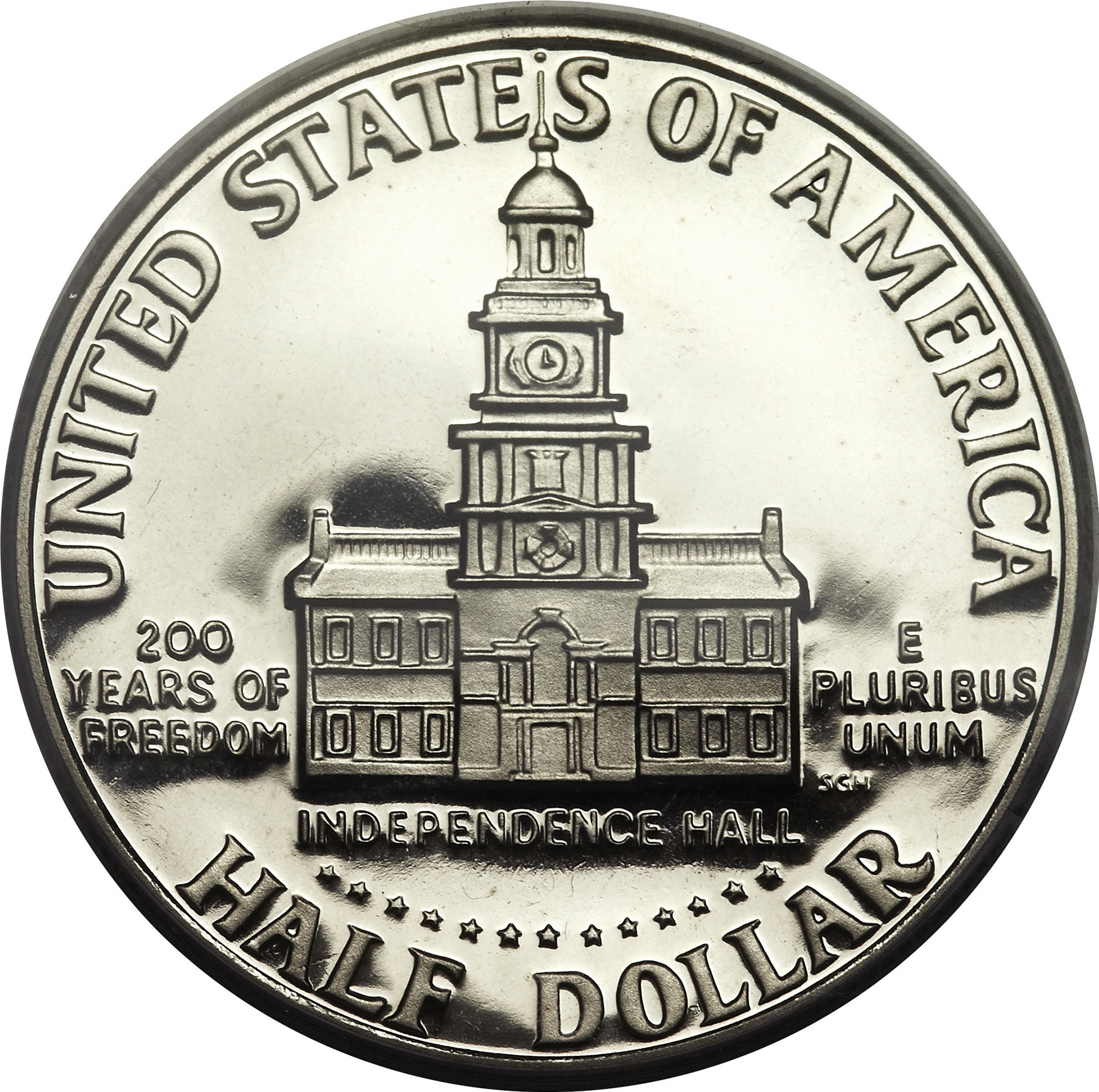
200周年半美元纪念币反面

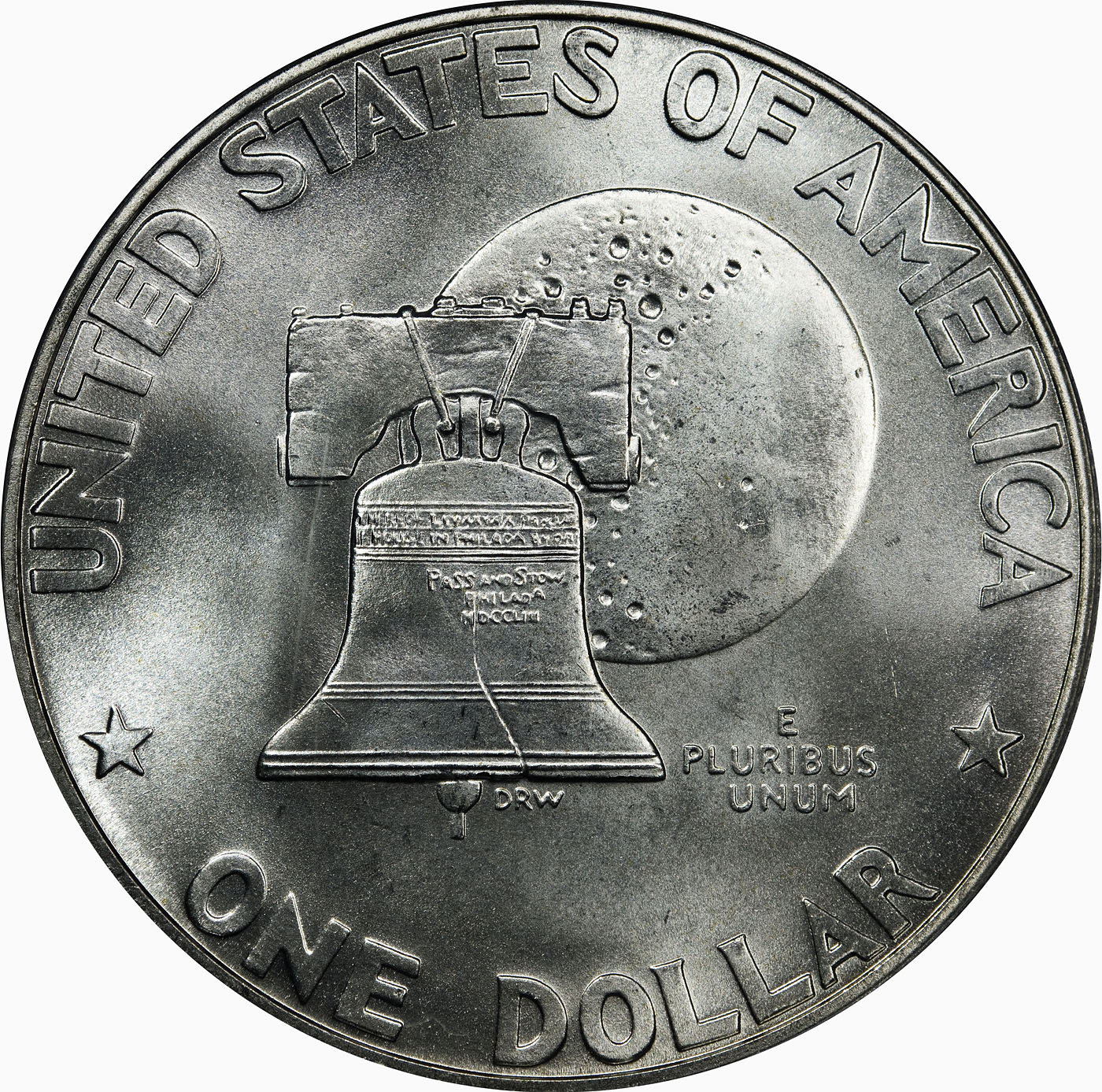
200周年一美元纪念币背面（一类）

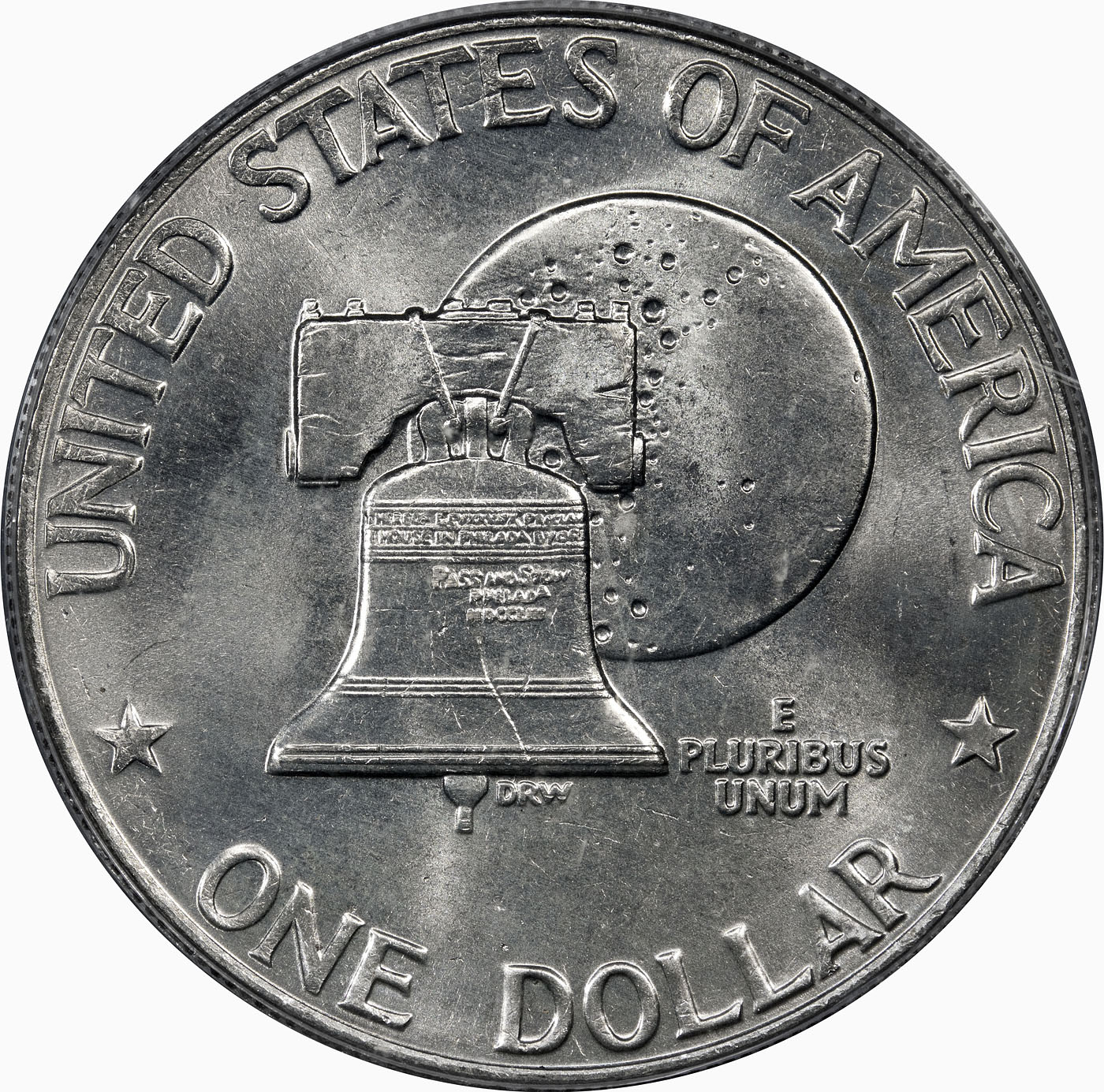
200周年一美元纪念币背面（二类）

美国二百周年纪念币是美国铸币局1975至1976年铸造的流通纪念币，有25美分硬币、半美元、一美元三种面额。所有硬币无论实际生产年份，正面都刻有200周年起止年份「1776」和「1976」，没有「1975」。硬币正面设计分别与华盛顿25美分硬币、肯尼迪半美元、艾森豪威尔一美元硬币相同。
鉴于过往体制弊端，铸币局从20世纪50年代起就反对发行纪念币。1976年是美国独立200周年，国会议员1971年就开始建议授权发行纪念币。铸币局局长玛丽·布鲁克斯起初反对，后转为支持，国会通过法案，要求纪念币正面直接采用25美分、半美元和一美元硬币设计，背面临时重新设计。
经过面向全国的设计竞赛，25美分硬币背面定为殖民地时期鼓手，独立厅是半美元背面主题，一美元背面是自由钟和月球。三位设计师获邀到白宫参观且各得5000美元奖金，还亲自在费城铸币局压制首枚原型币，经布鲁克斯呈交总统杰拉尔德·福特审阅。三种硬币产量甚高，时至今日仍然很常见，还有7.5亿枚25美分长期囤积起来。除银质精制币和未流通收藏币外，铸币局还生产有大量铜镍合金币和包银币，其中包银币是专为收藏家打造。产量太高也导致纪念币销量欠佳、升值缓慢，直到1986年退出市场时还有大量库存，经销商预言美国独立三百周年时，二百周年纪念币才会成为真正有价值的收藏品。

## 背景
美国铸币局从1892年起已为各种活动和周年纪念生产纪念币。各组织设法取得国会授权以面额买断硬币，再加价向公众出售获利。这些纪念币中最后发行的是纪念布克·华盛顿和乔治·华盛顿·卡弗的半美元硬币，经过多年生产于1954年中止。硬币原价3.5美元，但因乏人问津而多次打折，其中许多都无法加价销售，只能进入市场流通。销售这些纪念币的··菲利普斯（S.J. Phillips）因把握失当而损失了14万美元。此事的负面影响导致铸币局所属的财政部此后多年里都反对任何纪念币提案，到20世纪70年代初时，国会也没有通过任何纪念币法案。
1966年，国会设立美国革命二百周年纪念委员会，计划和协调1976年美国独立二百周年的相关纪念事宜。1970年2月，委员会建立硬币和奖章资委会。1970年7月，资委会发布报告，建议为独立二百周年制作纪念币。同年12月，资委会提议将所有面值的美国硬币重新设计二百周年特别版，纪念委员会也在一个月后表态支持提议。但是，财政部不改长年以来反对制作纪念币的立场，反对更改设计。1971至1972年间，国会提出多项二百周年纪念币法案，但无一通过。
铸币局局长玛丽·布鲁克斯（Mary Brooks）出席过资委会的几次会议，并于其中一次会议中支持在流通硬币上刻上1776–1976，来标志1976年是美国独立二百周年，只是在硬币正面刻上两个年份会给生产带来困难。但她在接受报纸采访时表示，如果更改6种流通硬币（从分币到美元硬币）的设计，那会是“一场灾难”。在布鲁克斯看来，如果的确要发行二百周年纪念币的话，那么最好是不流通的硬币，如半美元或金币。她还相信，生产这种硬币不会对铸币局生产流通币产生干扰。1972年，布鲁克斯改变立场，并于年末说服财政部长乔治·普拉特·舒尔茨支持二百周年纪念币法案。

## 授权
1973年1月，德克萨斯州联邦众议员理查德·怀特（Richard C. White）提出法案，建议发行半美元和一美元纪念币。俄勒冈州联邦参议员马克·哈特菲尔德（Mark Hatfield）也提出法案要求发行25美元面额金币。1973年3月2日，财政部宣布支持二百周年纪念币法案，更改流通用一美元和半美元硬币的背面设计，并于3天后正式将法案递交国会。
1973年5月2日，联邦众议院小组委员会召集听证。布鲁克斯出席作证，支持根据法案对流通币设计作有限的更改，但不支持全面变更。除二百周年纪念币事宜外，她还请国会授权西点金银储备处生产美国硬币，那里的空间位置已足够放置旧式硬币压制机。布鲁克斯不赞成哈特菲尔德的提案，称硬币纯度不能超过66.7%，否则难以避免囤积。
听证结束后，国会又提出多项法案，联邦参议院小组委员会也在6月6日召开听证会。布鲁克斯再次作证，由于有批评指出，只有最不流行的两种面额变更设计，因此她表示支持重新设计25美分。6月13日，联邦参议院提出第1141号法案，建议设计二百周年特别版25美分、半美元和一美元流通币，同时准许西点铸币局投产，还根据参议院银行委员会的建议同意面向收藏家发行含银量为40%的包银版新币。参议院于7月13日通过法案，但其中加入多项修正案，授权美国公民合法拥有黄金，还加上了哈特菲尔德的提案。9月12日，联邦众议院也通过类似法案，与参议院法案相比，众议院的版本没有任何有关黄金的规定，也没有授权发行包银版新币。
9月19日，两院议员召开委员会会议，据旁观者称，这次会议局面“相当火爆和凝重”。最后产生的法案没有涉及黄金，但授权更改25美分、半美元和一美元的背面设计来纪念独立二百周年。三种硬币的正面设计基本不变，只是所刻年份改成“1776–1976”。根据法案中的规定，所有1975年7月4日之后至1977年1月1日以前生产的这3种硬币都必须刻上二百周年纪念年份和新设计。国会指示铸币局铸造4500万枚包银硬币（即1500万套），并同意西点铸币局生产硬币。25美分、半美元和一美元流通币继续采用铜镍合金打造，内层为铜，外面再包上铜镍合金。修改后的法案于1973年10月4日在国会两院通过，总统理查德·尼克松于10月18日签署，法案生效成为法律。哈特菲尔德的提案及其他参议员的多项类似法案于1975年再次提出，但未能通过委员会关卡，建议发行二百周年2美分纪念币，以及纪念艾碧该·亚当斯和苏珊·安东尼的纪念币法案同样胎死腹中。西点铸币局的投产在解决1974年美分硬币的短缺问题上起到举足轻重的作用，也让铸币局在生产二百周年纪念币时可以更加灵活。

## 竞赛
1973年10月23日，财政部宣布通过竞赛选拔三种硬币背面设计。任何美国公民都可以递交作品参赛，可以是草图、照片或是直径25厘米的石膏模型。25美分硬币的设计方案中必须包含（“四分之一美元”，即25美分）字样，另外两种则分别为（“半美元”）和（“一美元”），比赛的胜出者由财政部长舒尔茨在听取评审团的建议后选出。此外，背面还必须依据法律规定刻上（“美利坚合众国”）和（“合众为一”）字样。
应布鲁克斯之请，国家雕塑学会为比赛选出5位评审，分别是学会主席罗伯特·温曼（Robert Weinman，他的父亲是墨丘利10美分硬币和行走自由女神半美元的设计者阿道夫·温曼）、康涅狄格州雕塑家阿德莱·哈丁（Adlai S. Hardin）、美国铸币局前首席雕刻师吉尔罗伊·罗伯茨（Gilroy Roberts）、奖章用品公司的朱利叶斯·劳特（Julius Lauth），以及史密森尼学会钱币展馆馆长埃尔维拉·克兰-斯特凡尼利（Elvira Clain-Stefanelli）。
参赛者递交作品的截止日期起初定在1973年12月14日，但由于能源危机和圣诞邮件延误的共同影响延迟到1974年1月9日。为了宣传这场竞赛，布鲁克斯的行程超过1万1000公里。截止1月9日，铸币局一共收到1万5000份查询请求和884件参赛作品。评审团成员及任何受雇于联邦政府的雕塑家都无权参赛。设计获得采纳的胜出者可以得到5000美元奖金。评审工作原计划在西点进行，但在截止日期延迟后改在费城铸币局进行。
评审团从所有方案中选出12项初步入围作品，相应设计者每人可以得到750美元奖金。竞争者需要把设计稿制成石膏模型，如果尚未完成，还可以得到协助。

## 准备
1974年初，财政部把初步入围的12套设计方案向社会公布，等待公众反馈。其中两套方案是以正在航行的船为主题，另两套上刻有费城的独立厅，当年独立宣言就是在这里签署，还有三套上刻有前往月球的飞船。一套设计方案将自由钟叠加在原子符号上。钱币学家迈克尔·马洛塔（Michael Marotta）曾于2001年发表有关二百周年纪念币的文章，文中表示：“钱币学界对这些方案的反应不出预料：每个人都给编辑去信表示不满。”
接下来，评审团从12套方案中选出6套进入最终决选，由国家二百周年纪念币设计竞赛委员会审核，委员会成员包括布鲁克斯、联邦众议员赖特·帕特曼（Wright Patman）、联邦参议员约翰·斯帕克曼（John Sparkman）、美术委员会书记查尔斯··阿瑟顿（Charles H. Atherton），以及硬币和奖章资委会主席埃里克·纽曼（Eric P. Newman）。1974年3月6日，舒尔茨在听取竞赛委员会建议后选出获胜作品，布鲁克斯走上《今天》节目宣布竞赛结果。杰克·阿尔（Jack L. Ahr）设计的殖民地时期鼓手和13颗星星（代表美国建国时的13个州）围绕胜利火炬入选成为25美分的新背面。对于半美元背面，入选的是塞斯·亨廷顿（Seth Huntington）的独立厅设计，丹尼斯··威廉斯（Dennis R. Williams）设计的自由钟和月亮则成为一美元的新背面。阿尔拥有一家商业艺术公司，亨廷顿则是明尼阿波利斯出版公司布朗和毕格罗（Brown and Bigelow）的首席艺术家。威廉斯这时年仅22岁，还是艺术系的学生，这套设计本来只是他的班级作业。所有硬币的正面除将年份改成双年份外不会再做其它任何调整。

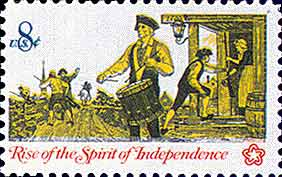
与25美分硬币类似，1973年的这枚二百周年纪念邮票上同样描绘的是殖民地时期鼓手。

威廉··史密斯曾设计过一种1973年发行的邮票，上面同样描绘了一位殖民地时期的鼓手，他指控阿尔剽窃自己的设计，阿尔予以否认。钱币学历史学家沃尔特·布林（Walter Breen）指出，这两个鼓手显然都是从阿奇博尔德·威拉德（Archibald Willard）1876年的画作《扬基歌》（Yankee Doodle，又名《76精神》——）中派生出来的，另一位钱币学作家大卫·冈茨（David L. Ganz）认为，史密斯和阿尔之前肯定都看到过这幅画。但据阿尔本人表示，他是以自己的儿子为模特儿来刻画这位鼓手。布鲁克斯致信史密斯，称阿尔的设计方案“足够原创”，给国家雕塑学会留下深刻印象。温曼之后表示，他不建议采用胜出的这几种设计方案：
我真不觉得咱们找到了最合适的。对于我们选出来的每一个方案，我的态度都有所保留。只是从当时的情况来考虑，我觉得我们已经尽了全力。
1974年4月24日，3位获奖设计师被带到哥伦比亚特区。他们先是游览白宫，然后与审议纪念币法案的国会委员会面谈，再前去财政部大楼，从新任财政部长威廉·西蒙（William E. Simon）手中接过5000美元的支票。西蒙当时还开玩笑地询问3人是否愿意用奖金购买储蓄国债。
铸币局首席雕刻师弗兰克·加斯帕罗对3种背面设计都作了小幅调整。他简化了25美分的设计，将鼓改得更加真实，还调整了刻字和鼓手脸上的表情。加斯帕罗也对半美元背面的独立厅作了小改动，并调整了一美元上自由钟的形状和刻字，还简化了月球上能够看到的物体线条。阿尔之后表示，他本来还需要更多时间来完成设计，希望能让鼓手的面部特征变得更加明确。铸币局还在硬币上加刻了设计师的姓名缩写。3位设计师都对加斯帕罗的更改表示认可。

## 生产

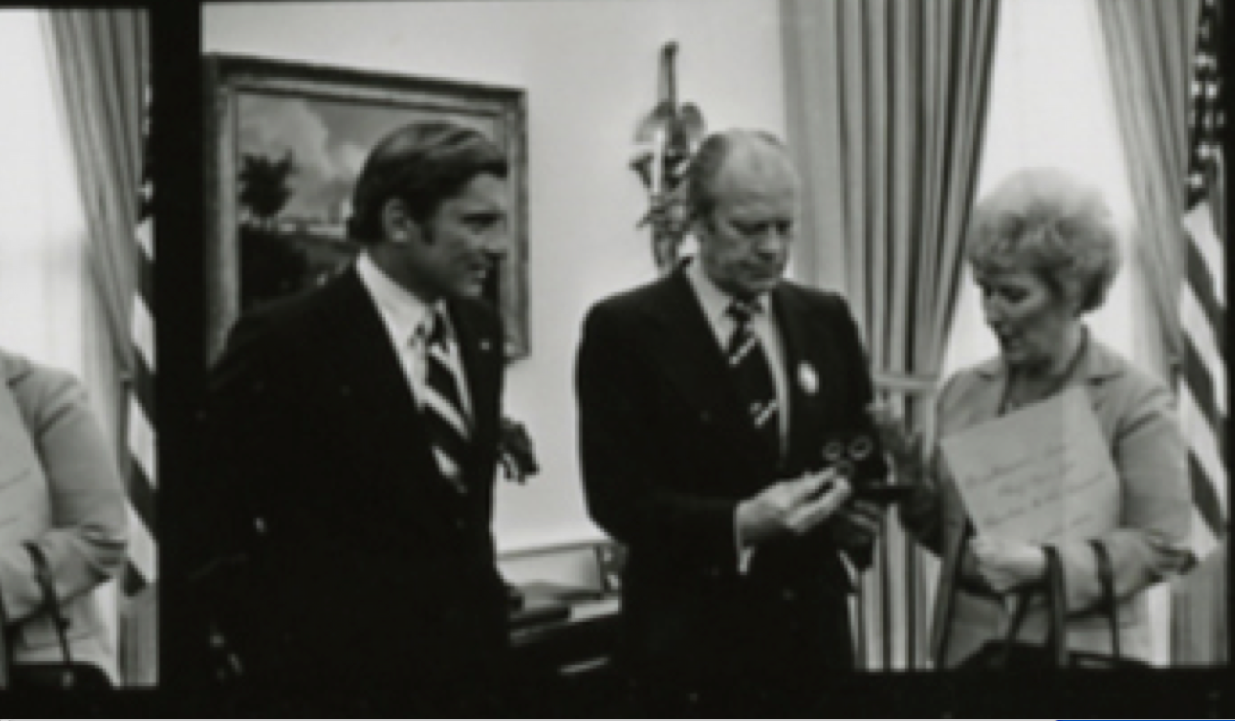
1974年11月13日，铸币局局长玛丽·布鲁克斯（右）将第一套二百周年纪念币呈交总统杰拉尔德·福特（中），旁边是美国革命二百周年纪念管理局长约翰·沃纳

1974年8月12日，3位设计师都来到费城铸币局，亲手操作压制机，压制首枚承载有各自设计方案的硬币。次日，这3枚原型币都在佛罗里达州举办的美国钱币协会会议上展出，旁边还有武装警卫看守。3枚硬币都是用银质精制币坯饼压制，其上没有铸造标记，其他所有采用银质精制币坯饼打造的二百周年纪念币都是在旧金山铸币局生产，上面刻有铸造标记。在丹佛铸币局采用普通坯饼生产的纪念币上刻有，费城铸币局生产的则没有铸造标记。原型币套装经布鲁克斯之手呈交总统杰拉尔德·福特、总统高级顾问安妮·阿姆斯特朗（Anne Armstrong）及美国革命二百周年纪念管理局局长约翰·沃纳（John Warner）审阅。其他各局生产的首枚样币之后均予熔毁，连国家钱币收藏中都没有保留。
铸币局认为，如果还需要生产1975年版25美分、半美元和一美元硬币，那么在二百周年纪念币硬币投产前，生产的这些1975年版硬币数量还不够多，很可能只会落入收藏家之手。铸币局当时力求正实现25美分硬币盈余，但以上情况却有可能导致硬币短缺。铸币局官员于是请求国会修改法律。1974年12月26日，福特总统签署法案，对之前的法律作出几项不存在争议的变更，让铸币局可以无需生产1975年版硬币，而是继续生产1974年版直至二百周年纪念币投产。根据修改后的法律，这些纪念币必须在1975年7月4日以后才能发行。
1974年11月15日，铸币局开始面向社会接收包银硬币订单，订单截止日期为1975年1月31日，每套精制币售价15美元，每套未流通收藏币9美元。未流通币与刚刚发行进入流通的硬币基本相同，精制币的表面则经过镜光处理。每位买家起初最多只能购买5套。1975年1月19日，布鲁克斯宣布银质精制币套装价格降至12美元，并取消订单量限制。之前已经支付高价的买家会收到返还的金额支票。布鲁克斯称，这次降价是因为铸币局的生产效率提高，她希望大众都能因此受益。但钱币学专栏作家埃德·瑞特（Ed Reiter）指出，这次降价主要是因钱币学界抗议原本的价格太高。钱币经销商赫比·斯凯尔顿（Herby Skelton）于1977年表示，最初的高价和随后的降价，再加上套币的铸造量又很大，共同导致公众对其价值产生疑虑，硬币也因此滞销。1975年8月20日，未流通银币套装的价格也有调整，如果买家一次性购买至少50套，那么每套价格就会降至7美元。台湾某银行就以此价格订购了25万套。
根据计划，为公众生产的第一种二百周年纪念币是一美元硬币，于1975年2月生产。1975年4月23日，旧金山铸币局开始为收藏家打造纪念币。该局共计生产了4500万枚银币，其中1100万枚未流通币，400万枚精制币，然后再开始铸造贱金属币。这时，铸币局发现铜镍合金制币不及银币清晰，因此修改金属模具，之后出产硬币最为显著的变化就是反面字体更窄且更清晰，这些硬币之后人称二类币。所有银币都是在旧金山生产，全部是一类币；旧金山、丹佛和费城铸币局生产的铜镍合金币都有一类和二类两种。1975年版精制币套装中所有的一美元硬币都是一类，1976年版精制币套装中所有的一美元硬币都是二类。面向收藏家打造的二百周年纪念币直到1975年7月4日以后才发布。采用贱金属打造的二百周年纪念币都收入在1975年版精制币套装和铸币局套装中，一同收入的还有1975年版分币、镍币和角币。
1975年7月7日，亨廷顿的故乡明尼阿波利斯举办庆典，二百周年纪念版半美元就在这里发行并开始进入流通。25美分和一美元则分别在9月和10月发布，并且发布时也都伴随有庆祝仪式。每种硬币的铸造量都超过流通所需，铸币局发言人对此表示，铸币局有意生产足够多的硬币，让尽可能多的美国人能够拥有国家独立200周年的纪念币，这些都是很有意义的纪念品。
1977年，铸币局恢复25美分、半美元和一美元硬币的原有背面设计。1977年中期，二百周年纪念币的销售业绩已有相当大的回落，每周仅售出约300套，有铸币局官员称，与大量尚未售出的硬币相比，这样的销量实在是“九牛一毛”。铸币局预期在1979年卖完所有银质精制质套装，但面对大量未售库存，官员不得不承认，要卖光所有未流通银币套装已是遥遥无期。1979年9月17日，白银价格飙升，铸币局局长斯特拉·哈克尔（Stella B. Hackel）宣布停售银币套装。但到了1980年8月，它们又重返市场，精制币套装价格升至20美元，未流通币也涨到15美元。1981年9月，铸币局以白银价格下跌为由将精制币和未流通币套装价格分别下调至15美元和12美元。每人最多可以购买100套精制币，未流通币则没有限制。1982年，铸币局熔毁了大量套币。里根任职期间担任铸币局局长的唐娜·波普（Donna Pope）之后表示：“常规发行的1776–1976年版二百周年纪念币一直都在销售，看起来没完没了。”1986年12月31日，余下的二百周年未流通银币套装也停止销售。政府当时宣称精制币套装已经售磬。但迈克尔·马洛塔在2001年的文章中称，销售工作中止时，库存的精制币和未流通币套装分别还有40万和20万套。
由于产量甚高，二百周年纪念币的价值一直很便宜。每套银币中含有0.5381金衡制盎司白银。1996年，··巴特瑞（T.V. Buttrey）经统计研究发现，约有7亿5000万枚流通版25美分遭到囤积，根本没有进入流通，占总量的三分之一以上。钱币经销商马塞尔·塞索拉（Marcel Sassola）曾于1977年表示，卖出的这些银币套装实在太多了，所以应该要再过很长时间才会真正升值，“或许要到三百周年纪念的时候”。

### 产量
各铸币局生产的二百周年纪念币数量如下：
| 流通币种       | 费城        | 丹佛        |
| -------------- | ----------- | ----------- |
| 25美分         | 809,784,016 | 860,118,839 |
| 半美元         | 234,308,000 | 287,565,248 |
| 一美元（一类） | 4,019,000   | 21,048,710  |
| 一美元（二类） | 113,318,000 | 82,179,164  |

| 旧金山（套装）                               | 铜镍合金  | 包银      |
| -------------------------------------------- | --------- | --------- |
| 1975年版精制币套装（从一分到一美元，共六枚） | 2,845,450 | 0         |
| 1976年版精制币套装（从一分到一美元，共六枚） | 4,149,730 | 0         |
| 实际发行的银质不流通硬币套数                 | 0         | 4,908,319 |
| 实际发行的银质精制币套数                     | 0         | 3,998,621 |

### 書目
- Breen, Walter. . New York, N.Y.: Doubleday. 1988. ISBN 978-0-385-14207-6.
- 3rd. Sidney, Ohio: Amos Press. 1977. ASIN B004AB7C9M.
- Ganz, David L. . Washington, DC: Three Continents Press. 1976. ISBN 978-0-914478-63-8.
- Wexler, John; Crawford, Bill; Flynn, Kevin.  2nd. Roswell, Ga.: Kyle Vick. 2007. ISBN 978-0-9679655-9-8.
- Yeoman, R.S.  65th. Atlanta, Ga.: Whitman Publishing, LLC. 2011. ISBN 978-0-7948-3349-7.

### 其他
- Bardes, Herbert C. . The New York Times. 1974-02-03: AL34  [2015-05-30]. （原始内容存档于2012-11-07）.
- Bowers, Q. David. . Commemorative Coins of the United States: A Complete Encyclopedia.   [2015-05-30]. （原始内容存档于2014-02-22）.
- Gregory, Barbara J. . The Numismatist. 2006-05: 52–53. ISSN 0029-6090.
- Kelley, Paul. . The Young Numismatist. Spring–Summer 1974: 5–6.
- Marotta, Michael E. . The Numismatist. 2001-05: 501–503, 541–542. ISSN 0029-6090.
- Reiter, Ed. . CoinAge. 1977-08: 86–88.
- Reiter, Ed. . The New York Times. 1979-07-08: D38  [2015-05-30]. （原始内容存档于2016-03-06）.
- Reiter, Ed. . The New York Times. 1981-09-13: 52, section 2  [2015-05-30]. （原始内容存档于2015-05-29）.
- Webster, Daniel. . The Blade (Toledo, Ohio). Knight News Service. 1986-10-26: F-8  [2015-05-30]. （原始内容存档于2021-04-18）.
- . The Blade (Toledo, Ohio). AP. 1980-08-01: 3  [2015-05-30]. （原始内容存档于2021-04-18）.
- . Kiplinger's Personal Finance. 1975-04: p. 5  [2015-05-30]. ISSN 1056-697X. （原始内容存档于2021-04-18）.
- . The Numismatist. 2012-07, 125 (7): 27.
- . The Young Numismatist. Spring–Summer 1974: pp. 1–3.